# أديلة وايزمان
أديلة وايزمان (بالإنجليزية: Adele Wiseman)‏‏ (21 مايو 1928 في وينيبيغ - 1 يونيو 1992 في تورونتو) روائية من كندا.

## التعليم
تعلمت أديلة وايزمان في:
- جامعة مانيتوبا (حتى 1949)[5]

## الجوائز
حصلت أديلة وايزمان على الجوائز الآتية:
- زمالة غوغنهايم
- جائزة الحاكم العام للروايات باللغة الإنجليزية [الإنجليزية]‏

## روابط خارجية
- أديلة وايزمان على موقع إن إن دي بي (الإنجليزية)